# Madeiraïta
La madeiraïta és un mineral de la classe dels silicats que pertany al grup de la wöhlerita.

## Característiques
La madeiraïta és un silicat de fórmula química Na₂Ca₂Fe₂Zr₂(Si₂O₇)₂O₂F₂. Va ser aprovada com a espècie vàlida per l'Associació Mineralògica Internacional l'any 2021, i encara resta pendent de publicació. Cristal·litza en el sistema monoclínic.
Les mostres que van servir per a determinar l'espècie, el que es coneix com a material tipus, es troben conservades a les col·leccions mineralògiques del Museu Victoria, a Melbourne (Austràlia), amb el número de registre: m55555, i al Museu d'Història Natural de la Universitat d'Oslo, a Noruega, amb el número de registre: knr 44332.

## Formació i jaciments
Va ser descoberta gràcies a les mostres recollides als afloraments de gabre de Serrado i de Terra do Baptista, ambdós indrets a la parròquia de Porto da Cruz, al municipi de Machico (Madeira, Portugal). Aquests dos indrets tan propers són els únics de tot el planeta on ha estat descrita aquesta espècie mineral.